# 超学生ハビタ となりのハチャメちゃん
超学生ハビタ となりのハチャメちゃん（ちょうがくせいハビタとなりのハチャメちゃん）は、1990年10月8日から1991年4月4日まで、文化放送の平日ナイターオフ枠、月曜 - 金曜 20:00 - 21:40の時間帯で放送されていたラジオワイド番組。
これ以前、1990年4月9日 - 1990年9月24日の間は「メゾン・ド・アイドル となりのハチャメちゃん」のタイトルで、文化放送ライオンズナイターの放送の無い日の20:00 - 21:40の時間帯で放送されていた。本項ではこの両者について説明。

## 概要
最初の番組タイトルである『メゾン・ド・アイドル となりのハチャメちゃん』と言うタイトルは、パーソナリティの長谷川のび太（文化放送アナウンサー）がマンションの管理人で、出演するアイドルたちがそこの住人という設定からつけられたものである。『メゾン・ド・アイドル』時代は長谷川とCHA-CHAの西尾拓美、松原桃太郎が3人一緒にメインパーソナリティ。『超学生ハビタ』になってからは長谷川が月曜から木曜まで、西尾・松原が金曜の『まっ拓一家の金曜超電リク』に分かれて出演するようになった。前年度ナイターオフの番組『15はDOKI DOKI ピンクコング』同様、中学生・高校生を主なリスナーターゲットにしていたアイドル満載の番組である。
当番組のオリジナルテーマ曲及びジングルは、全てジャドーズが作曲を担当。
ナイターシーズン期の放送だった『メゾン・ド・アイドル』は、文化放送ライオンズナイターの放送の無い日には、月曜日だけでなく平日の20:00 - 21:40に放送され、雨傘番組としても常に設定されていた。
日によっては長谷川、西尾、松原以外のアイドルがメインパーソナリティを務めた日があった。1990年5月21日は「ribbonスペシャル」、同年7月16日は「CoCoスペシャル」が放送された。
『超学生ハビタ』になってからは、留守番電話の他、リスナーがたくさん一緒に会話が出来るようにビジュアル伝言ダイヤルシステムやテレラーニングシステムを導入し、ゲストとリスナーが同時にコミュニケーションをとったり遊びが出来るよう新趣向をふんだんに取り入れた。番組では、NTTが開発したビジュアル伝言ダイヤルシステムを各所に設置し、ribbon、植草克秀らレギュラー出演者やゲスト出演者が画面から自分の最新情報などを話すのに対してリスナーもテレビ電話を通して返事をすることを可能にした。設置されていたのは丸井の渋谷店・上野店・自由が丘店、その他はボザール渋谷店、タカラ原宿店。

## パーソナリティ
- 長谷川のび太（文化放送アナウンサー）
  - 1990年10月からの『超学生ハビタ』からは月曜 - 木曜担当
- 西尾拓美、松原桃太郎（CHA-CHA）
  - 1990年9月までは長谷川と共演。1990年10月からの『超学生ハビタ』からは金曜の『まっ拓一家の金曜超電リク』のメインとして出演
- 以下、1990年10月からの『まっ拓一家の金曜超電リク』に「まったくシスターズ」として出演[6]
  - 高橋由美子
  - 西野妙子
  - 寺尾友美
    - なお3人とも、同時期の『超学生ハビタ』の他の曜日にも数回ゲスト出演している。

## タイムテーブル・コーナー
1990年4月 - 1990年9月
- ハチャメールコーナー[2]
- 西田ひかるのP-CANサンルーム （1990年4月から1990年9月まで）

1990年10月当時
- 20:00 - ハビタ伝言板
- 20:20 - ribbonのルームメイト気分で （1990年10月から放送、月 - 金）
- 20:30 - ギャグ・アミケット
- 20:50 - 小川範子のとってもスウィートルーム （1990年4月から放送。1990年10月から月 - 金）
- 21:00 - 21:40
  - ハビタインフォメーション
  - 植草克秀の冒険ロフト （1990年5月14日から放送、1990年10月から月 - 金）
  - ゲーセンハビタ

### まっ拓一家の金曜超電リク
- 20:00 - 21:00
  - まっ拓一家の井戸端会議
  - 桜井幸子の!!超元気 （1990年10月から放送、金曜のみ）
- 21:00 - 21:40
  - 超電リク・まったくシスターズ
  - マル金ハビタ

## ゲスト
（出典：）

### 出演が多かったゲスト
- 中山忍
- 里中茶美
- 細川直美
- ちびっこギャング
- CoCo
  - 三浦理恵子
- 早坂好恵
- 中嶋美智代
- 花島優子
- 千堂あきほ
- 山中すみか
- TARAKO
- Cotton
- 吉田真里子
- BABY'S

- ラッキィ池田
- 国実百合
- 宍戸留美
- 河田純子
- 藤谷美紀
- 忍者
- SMAP
- 樋口沙絵子
- Lip's
- 越智静香
- 岡本夏生
- 中山秀征
- 久松史奈
- 増田未亜

### その他のゲスト
- 立花理佐（1990年5月28日）
- 錦織一清（少年隊　1990年6月11日）
- 星野由妃（1990年7月2日）
- 相川恵里（1990年10月11日）
- 田中陽子（1990年10月16日）
- レプリカ（1990年10月22日）
- NORMA JEAN（1990年10月24日）
- ジャドーズ（1990年10月31日）
- クレヨン社（1990年11月1日）
- 黒沢律子（1990年11月13日）
- 仁藤優子（1990年11月14日）
- 本田理沙（1990年11月14日）
- 山口弘美（1990年11月20日）
- 小林綾子（1990年11月21日）
- 藤野明美（1990年12月3日）
- 田村英里子（1990年12月4日）
- 久我陽子（1990年12月5日）
- 荻野目洋子（1990年12月6日）
- 田山真美子（1990年12月6日）
- 西城秀樹（1990年12月10日）
- 舟木一夫（1990年12月11日）

- 麻丘めぐみ（1990年12月12日）
- かとうれいこ（1990年12月17日）
- かまやつひろし（1990年12月18日）
- 児島未散（1990年12月24日）
- 五十嵐浩晃（1991年1月7日）
- 松浦有希（1991年1月16日）
- 斉藤満喜子（1991年1月24日）
- 森川由加里（1991年1月31日）
- 乃生佳之（1991年2月4日）
- 島崎和歌子（1991年2月14日）
- 原田真二（1991年2月25日）
- 川越美和（1991年2月27日）
- ケント・フリック（1991年3月6日）
- 森口博子（1991年3月7日）
- 中上雅巳（1991年3月11日）
- 深津絵里（1991年3月11日）
- 西村知美（1991年3月12日）
- 嘉門達夫（1991年3月13日）
- 酒井法子（1991年3月19日）
- 植田芳暁（1991年3月27日）
- 堀川早苗（1991年3月28日）

## ネット局
『メゾン・ド・アイドル』時代はいずれも文化放送のみでの放送。1990年10月 - 1991年4月の『超学生ハビタ』時代のみ、ネット局が存在した。
- KBCラジオ（月 - 木 20:00 - 21:40／金曜 20:30 - 21:40）
  - 当番組本編を同時ネット。ただし、金曜日は20:00 - 20:30の枠で『雲海ほろ酔いスタジオ』を放送していたため、20:30から飛び乗り。この間は各内包番組の放送も無かった。

### 各内包番組のネット局
KBCラジオ以外はいずれも単独番組として放送。
「ribbonのルームメイト気分で」
- KBCラジオ：月 - 木 20:20 - 20:30（同時ネット、金曜は放送無し）
- 山梨放送：月 - 金 21:20 - 21:30
- 大分放送：火 - 金 21:20 - 21:30（月曜は放送無し）
- 南日本放送：月 - 金 21:30 - 21:40

「小川範子のとってもスウィートルーム」
- KBCラジオ：月 - 木 20:50 - 21:00（同時ネット）
- 山梨放送：月 - 金 21:10 - 21:20
- 大分放送：火 - 金 21:10 - 21:20（月曜は放送無し）

「植草克秀の冒険ロフト」
- KBCラジオ：月 - 木 21:10 - 21:20（同時ネット）
- 山梨放送：月 - 金 21:00 - 21:10
- 西日本放送：月 - 金 24:15 - 24:25
- 高知放送：月 - 金 22:10 - 22:20
- 大分放送：火 - 金 21:00 - 21:10（月曜は放送無し）
- 南日本放送：月 - 金 21:00 - 21:10